# FK Arsenal Česká Lípa
Fotbalový klub Arsenal Česká Lípa w skrócie FK Arsenal Česká Lípa – czeski klub piłkarski, grający w ČFL, grupie B, mający siedzibę w mieście Česká Lípa.

## Historia
Klub został założony w 1927 roku. W sezonie 1995/1996 klub wywalczył historyczny awans do drugiej ligi czeskiej. Grał w niej przez trzy sezony i spadł z niej w sezonie 1998/1999.

## Stadion
Domowe mecze klub rozgrywa na stadionie o nazwie Městský stadion u Ploučnice, położonym w mieście Česká Lípa. Stadion może pomieścić 5000 widzów.